# Новодофінівська сільська рада
Новодофінівська сільська́ ра́да —колишня адміністративна- територіальна одиниця та орган місцевого самоврядування в Лиманському районі Одеської області. Адміністративний центр — село Нова Дофінівка.

## Загальні відомості
Новодофінівська сільська рада утворена в 1920 році.
- Територія ради: 26,283 км²
- Населення ради: 2 075 осіб (станом на 2001 рік)
- Водоймища на території, підпорядкованій даній раді: Чорне море, Аджалицький лиман

## Населені пункти
Сільській раді підпорядковані населені пункти:
- с. Нова Дофінівка
- с. Вапнярка

## Населення
За переписом населення України 2001 року в сільській раді мешкали 2073 особи.

### Мова
Розподіл населення за рідною мовою за даними перепису 2001 року:
| Мова       | Відсоток |
| ---------- | -------- |
| українська | 71,18 %  |
| російська  | 27,23 %  |
| молдовська | 0,43 %   |
| болгарська | 0,39 %   |
| вірменська | 0,39 %   |
| білоруська | 0,14 %   |
| румунська  | 0,05 %   |
| угорська   | 0,05 %   |

## Склад ради
Рада складається з 16 депутатів та голови.
- Голова ради: Бойко Оксана Богданівна
- Секретар ради: Радіонова Ольга Миколаївна

### Керівний склад попередніх скликань
| Прізвище, ім'я, по батькові | Основні відомості                                                 | Дата обрання | Дата звільнення |
| --------------------------- | ----------------------------------------------------------------- | ------------ | --------------- |
| Бойко Оксана Богданівна     | Сільський голова, 1962 року народження, освіта вища, позапартійна | 26.03.2006   | 31.10.2010      |
| Бойко Оксана Богданівна     | Сільський голова, 1962 року народження, освіта вища               | 31.10.2010   | 25.10.2020      |

Примітка: таблиця складена за даними сайту Верховної Ради України

### Депутати
За результатами місцевих виборів 2010 року депутатами ради стали:

#### За суб'єктами висування
| Суб'єкт висування               | Кількість обраних депутатів | %    |
| ------------------------------- | --------------------------- | ---- |
| Самовисування                   | 9                           | 56,3 |
| Партія регіонів                 | 6                           | 37,5 |
| Політична партія «Сила і честь» | 1                           | 6,3  |

#### За округами
| № округу                        | Прізвище, ім'я, по батькові     | Дата визнання обраним | Освіта  | Партійна приналежність | Відомості про обраного депутата                   |
| ------------------------------- | ------------------------------- | --------------------- | ------- | ---------------------- | ------------------------------------------------- |
| Партія регіонів                 |                                 |                       |         |                        |                                                   |
| 3                               | Радіонова Ольга Миколаївна      | 02.11.2010            | вища    | позапартійна           | Новодофинівська сільська рада, секретар           |
| 8                               | Прудніков Віталій Костянтинович | 02.11.2010            | середня | член Партії регіонів   | тимчасово не працює                               |
| 9                               | Червонюк Валентина Петрівна     | 02.11.2010            | середня | член Партії регіонів   | Новодофинівська сільська рада, діловод            |
| 13                              | Баранова Оксана Анатоліївна     | 02.11.2010            | середня | член Партії регіонів   | Фонтанська перукарня, перукар                     |
| 14                              | Сарафонова Надія Борисівна      | 02.11.2010            | вища    | член Партії регіонів   | АТ « Імексбанк», касир                            |
| 15                              | Січева Ніна Василівна           | 02.11.2010            | середня | член Партії регіонів   | ДП УКРНІІ МФ, директор Б/В                        |
| Політична партія «Сила і Честь» |                                 |                       |         |                        |                                                   |
| 10                              | Долженчук Петро Павлович        | 02.11.2010            | вища    | позапартійний          | ТИС, лікар швидкої допомоги                       |
| Самовисування                   |                                 |                       |         |                        |                                                   |
| 1                               | Продайвода Ніна Адольфівна      | 02.11.2010            | середня | позапартійна           | Новодофинівська сільська рада, доглядач кладовища |
| 2                               | Телесненко Микола Вікторович    | 02.11.2010            | вища    | позапартійний          | ОПЗ, заступник                                    |
| 4                               | Атаманюка Олександр Миколайович | 02.11.2010            | середня | позапартійний          | ОПЗ, слюсар                                       |
| 5                               | Мамренко Тетяна Іванівна        | 02.11.2010            | середня | позапартійна           | пенсіонер                                         |
| 6                               | Маруков Юрій Володимирович      | 02.11.2010            | середня | позапартійний          | приватний підприємець                             |
| 7                               | Добро Алла Олексіївна           | 02.11.2010            | середня | позапартійна           | Одеса сортувальна, технік-розшифровувач           |
| 11                              | Капустян Олена Миколаївна       | 02.11.2010            | середня | позапартійна           | Вапнярська бібліотека, бібліотекар                |
| 12                              | Пугач Олена Іванівна            | 02.11.2010            | вища    | позапартійна           | Нотаріальна контора, секретар                     |
| 16                              | Сніжинський Вадим Юрійович      | 02.11.2010            | середня | позапартійний          | НВО «Спецпожсервіс», інженер налагоджувач         |